# Libor Pimek
Libor Pimek (n. Most, 3 de agosto de 1963) es un exjugador de tenis. Nacido en Checoslovaquia (actualmente República Checa), gran parte de su carrera la jugó como representante de Bélgica.

## Carrera
Durante sus primeros años, jugó como singlista, sin grandes éxitos. El único torneo que ganó durante su carrera fue el Torneo de Múnich de 1984, donde derrotó al estadounidense Gene Mayer. A nivel de Grand Slam, su mejor resultado fue llegar a la tercera ronda del Abierto de Estados Unidos 1987, tras lo cual perdió contra el sueco Mats Wilander en tres sets (2–6, 0–6 y 1–6).
Libor obtuvo el título de la Copa Internacional Juvenil Casablanca, la que es considerada como un semillero de grandes figuras del tenis como Roger Federer, quien también pisó las instalaciones de Club Casablanca Satélite en 1996. Actualmente Clubes Casablanca a pesar de ya no contar con este torneo desde 2010 (cuando fue su última versión), sigue siendo un semillero de grandes promesas deportivas y un promotor del deporte nacional. Al igual que su antecesor, Hans Dieter-Beutel, Libor obtuvo este título a los 17 años de edad. 
En los años posteriores de su carrera, Pimek jugó principalmente partidos de dobles, alcanzando un total de 17 torneos con diferentes compañeros. Su mejor resultado en un Grand Slam fue llegar a los cuartos de final del Roland Garros 1996.
Pimek compitió en cuatro ediciones de la Copa Davis como representante de Checoslovaquia, enfrentando a la Unión Soviética (1983 y 1985), Dinamarca (1984) y en la semifinal de la Copa Davis 1985 contra Alemania Federal, perdiendo contra Boris Becker. Posteriormente, decidió representar internacionalmente a Bélgica. Con dicho país, participó en siete encuentros entre 1991 y 1998, ganando cuatro encuentros (contra Israel en 1994, Dinamarca y Francia en 1997, y los Países Bajos en 1998).

## Títulos (18)

### Sencillos (1)
| Núm. | Fecha              | Torneo           | Superficie | Rival     | Resultado          |
| ---- | ------------------ | ---------------- | ---------- | --------- | ------------------ |
| 1    | 14 de mayo de 1984 | Múnich, Alemania | arcilla    | Gen Mayer | 6–4, 4–6, 7–6, 6–4 |

Finalista en sencillos
| Núm. | Fecha                   | Torneo         | Superficie | Rival          | Resultado               |
| ---- | ----------------------- | -------------- | ---------- | -------------- | ----------------------- |
| 1    | 24 de noviembre de 1985 | Viena, Austria | dura       | Jan Gunnarsson | 7–6, 2–6, 4–6, 6–1, 5–7 |

### Dobles (17)
| Núm. | Fecha | Torneo                   | Superficie | Pareja               | Rival                             | Resultado     |
| ---- | ----- | ------------------------ | ---------- | -------------------- | --------------------------------- | ------------- |
| 1    | 1983  | Niza, Francia            | arcilla    | Bernard Boileau      | Bernard Fritz Jean-Louis Haillet  | 6–3, 6–4      |
| 2    | 1984  | Bari, Italia             | arcilla    | Stanislav Birner     | Marcel Freeman Tim Wilkison       | 2–6, 7–6, 6–4 |
| 3    | 1985  | Boston, Estados Unidos   | arcilla    | Slobodan Živojinović | Peter McNamara Paul McNamee       | 2–6, 6–4, 7–6 |
| 4    | 1986  | Atenas, Grecia           | arcilla    | Blaine Willenborg    | Carlos di Laura Claudio Panatta   | 5–7, 6–4, 6–2 |
| 5    | 1986  | San Vincenzo, Italia     | arcilla    | Pavel Složil         | Charles Bud Cox Michael Fancutt   | 6–3, 6–3      |
| 6    | 1990  | Burdeos, Francia         | arcilla    | Tomás Carbonell      | Mansour Bahrami Yannick Noah      | 6–3, 6–7, 6–2 |
| 7    | 1992  | Estoril, Portugal        | arcilla    | Hendrik Jan Davids   | Luke Jensen Laurie Warder         | 3–6, 6–3, 7–5 |
| 8    | 1992  | Gstaad, Suiza (torneo)   | arcilla    | Hendrik Jan Davids   | Petr Korda Cyril Suk              | retiro        |
| 9    | 1993  | Florencia, Italia        | arcilla    | Tomás Carbonell      | Mark Koevermans Greg Van Emburgh  | 7–6, 2–6, 6–1 |
| 10   | 1993  | Praga, Checoslovaquia    | arcilla    | Hendrik Jan Davids   | Jorge Lozano Jaime Oncins         | 6–3, 7–6      |
| 11   | 1993  | Bucarest, Rumania        | arcilla    | Menno Oosting        | George Cosac Ciprian Porumb       | 7–6, 7–6      |
| 12   | 1995  | Praga, República Checa   | arcilla    | Byron Talbot         | Jiří Novák David Rikl             | 7–5, 1–6, 7–6 |
| 13   | 1996  | Zagreb, Croacia (torneo) | dura       | Menno Oosting        | Martin Damm Hendrik Jan Davids    | 6–3, 7–6      |
| 14   | dura  | Copenhague, Dinamarca    | Teppich    | Byron Talbot         | Wayne Arthurs Andrew Kratzmann    | 7–6, 3–6, 6–3 |
| 15   | 1996  | Stuttgart, Alemania      | arcilla    | Byron Talbot         | Tomás Carbonell Francisco Roig    | 6–2, 5–7, 6–4 |
| 16   | 1996  | Kitzbühel, Austria       | arcilla    | Byron Talbot         | David Adams Menno Oosting         | 7–6, 6–3      |
| 17   | 1997  | Palermo, Italia          | arcilla    | Andrew Kratzmann     | Hendrik Jan Davids Daniel Orsanic | 3–6, 6–3, 7–6 |

Finalista en dobles (12)
| Núm. | Fecha                    | Torneo                          | Superficie | Pareja             | Rival                           | Resultado   |
| ---- | ------------------------ | ------------------------------- | ---------- | ------------------ | ------------------------------- | ----------- |
| 1    | 23 de septiembre de 1984 | Ginebra, Suiza                  | arcilla    | Tomáš Šmíd         | Michael Mortensen Mats Wilander | 1-6 6-3 5-7 |
| 2    | 22 de septiembre de 1985 | Burdeos, Francia                | arcilla    | Blaine Willenborg  | David Felgate Steve Shaw        | 4-6 7-5 4-6 |
| 3    | 17 de febrero de 1991    | Bruselas, Bélgica               | dura       | Michiel Schapers   | Todd Woodbridge Mark Woodforde  | 3-6 0-6     |
| 4    | 11 de agosto de 1991     | Praga, Checoslovaquia           | arcilla    | Daniel Vacek       | Vojtěch Flégl Cyril Suk         | 4-6 2-6     |
| 5    | 8 de marzo de 1992       | Copenhague, Dinamarca           | dura       | Hendrik Jan Davids | Nicklas Kulti Magnus Larsson    | 3-6 4-6     |
| 6    | 20 de septiembre de 1992 | Colonia, Alemania               | arcilla    | Ronnie Bathman     | Horacio de la Peña Gustavo Luza | 7-6 0-6 2-6 |
| 7    | 1 de agosto de 1993      | Hilversum, Países Bajos         | arcilla    | Hendrik Jan Davids | Jacco Eltingh Paul Haarhuis     | 6-4 2-6 5-7 |
| 8    | 28 de mayo de 1995       | Boloña, Italia                  | arcilla    | Vince Spadea       | Byron Black Jonathan Stark      | 5-7 3-6     |
| 9    | 25 de junio de 1995      | Sankt Pölten, Austria           | arcilla    | Byron Talbot       | Bill Behrens Matt Lucena        | 5-7 4-6     |
| 10   | 19 de mayo de 1996       | Roma, Italia (torneo)           | arcilla    | Byron Talbot       | Byron Black Grant Connell       | 2-6 3-6     |
| 11   | 9 de marzo de 1997       | Róterdam, Países Bajos (torneo) | dura       | Byron Talbot       | Jacco Eltingh Paul Haarhuis     | 6-7 4-6     |
| 12   | 3 de agosto de 1997      | Ámsterdam, Países Bajos         | arcilla    | Andrew Kratzmann   | Paul Kilderry Nicolás Lapentti  | 6-3 5-7 6-7 |